# Górki Małe (Silésie)
Pour les articles homonymes, voir Górki Małe.
Górki Małe est une localité polonaise de la gmina de Brenna, située dans le powiat de Cieszyn en voïvodie de Silésie.